# Прес, Пьер де
Пьер де Прес (фр. Pierre des Près; ок. 1280/1288, Монпеза, королевство Франция — 16 мая 1361, Авиньон, Авиньонское папство) — французский куриальный кардинал. Епископ Рьеза с 31 марта по 11 сентября 1318. Архиепископ Экс-ан-Прованса с 11 сентября 1318 по 20 декабря 1320. Вице-канцлер Святой Римской Церкви с апреля 1325 по 30 сентября 1361. Декан Священной Коллегии Кардиналов с июня 1336 по 30 сентября 1361. Кардинал-священник с 20 декабря 1320, с титулом церкви Санта-Пуденциана после 28 января 1321 по 25 мая 1323. Кардинал-епископ Палестрина с 25 мая 1323 по 30 сентября 1361.

## Ранние годы и священство
Родился Пьер де Прес между 1280 годом и 1288 годом, в Монпеза, епархия Каора, королевство Франция. Сын Раймона II де Преса, сеньора Монпеза и Аспасии де Монтегю. Его фамилия также упоминается как де Пратис, дель Прато, Депре и През.
Пьер де Прес получил докторскую степень по гражданскому праву в Тулузском университете.
Профессор права в Тулузском университете. Пробст Клермона. Папский капеллан. Аудитор дел Апостольского дворца с 1316 года, как таковой, он вмешался в процесс Юга Жеро, епископа Каора.

## Епископ
31 марта 1318 года Пьер де Прес избран епископом Рьеза. Рукоположение в епископа состоялось 7 мая 1318 года, а Авиньоне, основным консекратором выступал кардинал Никколо Альберти, доминиканец, кардинал-епископ Остии и Веллетри. 11 сентября 1318 года Пьер де Прес возведён в сан архиепископа-митрополита Экс-ан-Прованса, занимал архиепархию до своего возведения в кардиналы.

## Кардинал
Возведён в кардинала-священника на консистории от 20 декабря 1320 года, получил титул церкви Санта-Пуденциана после 28 января 1321 года. 
Избран для сана кардиналов-епископов и субурбикарной епархии Палестрина 25 мая 1323 года. Вице-канцлер Святой Римской Церкви с апреля 1325 года. В 1329 году ему было поручено реформировать устав Тулузского университета. Участвовал в Конклаве 1334 года, который избрал Папу Бенедикта XII. Декан Священной Коллегии Кардиналов с июня 1336 года. Участвовал в Конклаве 1342 года, который избрал Папу Климента VI. Папский легат при короле Франции Филиппе VI Валуа и короле Англии Эдуарде III в 1342 году для переговоров о мире между ними, он смог организовать перемирие в Малеструа 19 января 1343 года. Построил коллегиатскую церковь Святого Петра в Авиньоне. Участвовал в Конклаве 1352 года, который избрал Папу Иннокентия VI.
Скончался кардинал Пьер де Прес 16 мая 1361 года, в Авиньоне, от чумы, в преклонном возрасте. Похоронен 13 июня 1361 года в гробнице, которую он построил в церкви Сен-Марен в Монпеза, где он основал коллегиатский капитул.